# Kathedrale von Ciudad Real

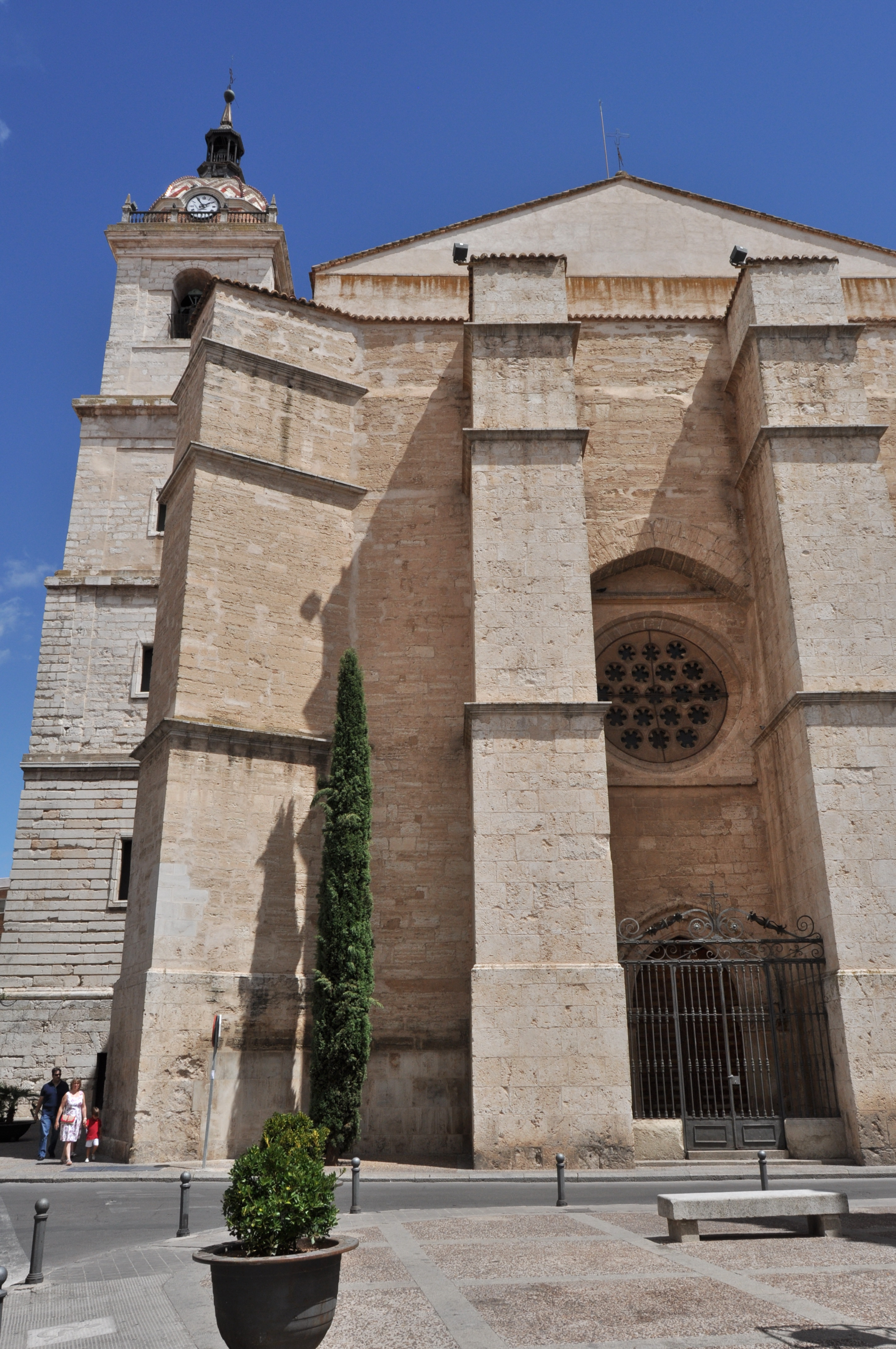
Choransicht der Kathedrale

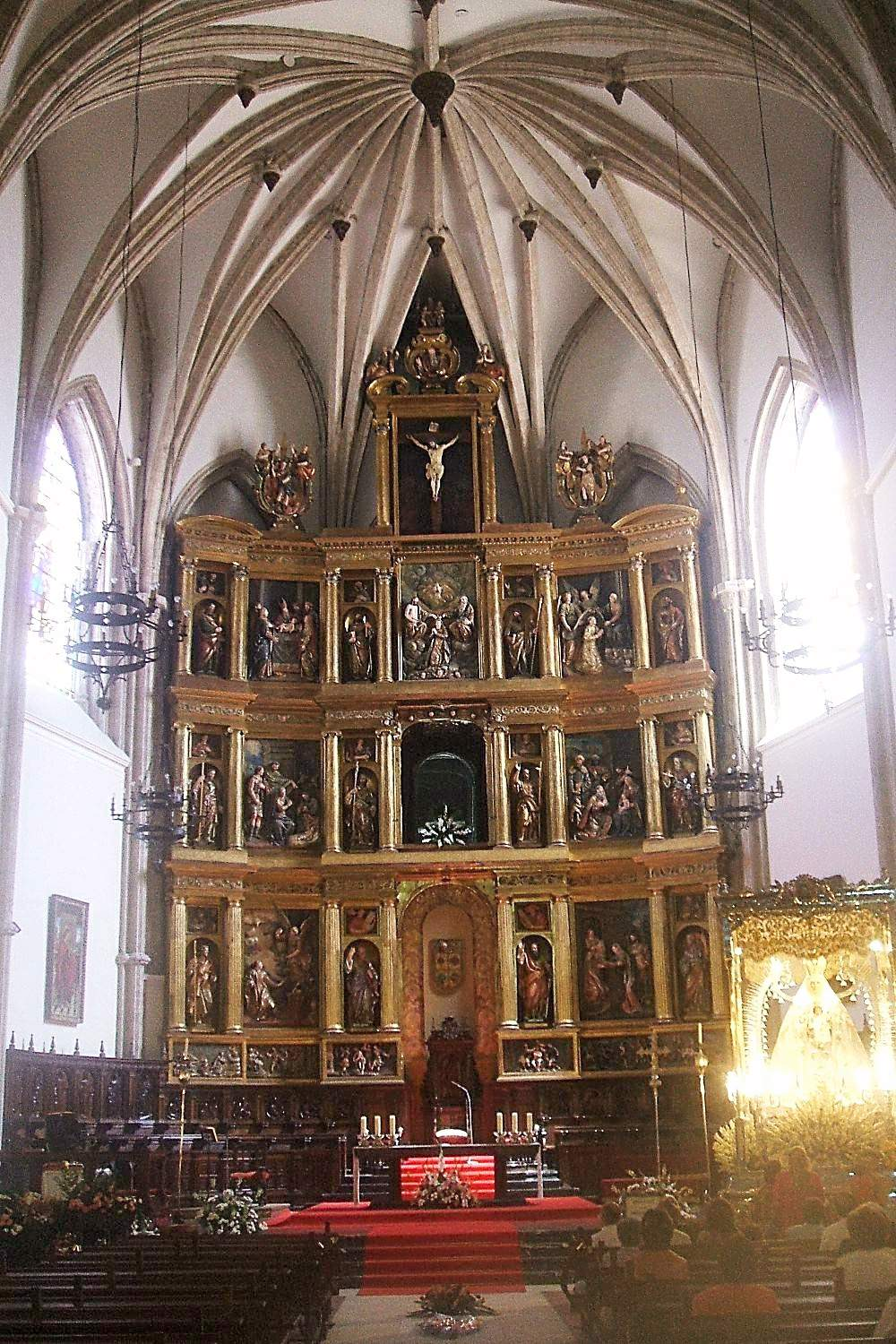
Hochaltar in der Apsis

Die Kathedrale von Ciudad Real ist eine römisch-katholische Kirche in Ciudad Real in der spanischen Region Kastilien-La Mancha. Unter dem offiziellen Namen Priorats-Kathedralbasilika der Ritterorden Santa Maria del Prado (spanisch Santa Iglesia Prioral Basílica Catedral de las Ordenes Militares de Santa María Del Prado) ist sie die Kathedrale des Bistums Ciudad Real, die Marienkirche trägt außerdem den Titel einer Basilica minor und wird als geschütztes Kulturgut geführt. Die im Wesentlichen gotische Kirche entstand im 15. und 16. Jahrhundert.
Die Kathedrale ist Hauptkirche der Ritterorden von Alcántara, von Santiago, von Calatrava, und Montesa, deren Prior von Amts wegen auch Bischof von Ciudad Real ist.

## Geschichte und Architektur
Die Kirche wurde an der überlieferten Stelle der Marienerscheinung im Jahr 1088 der Virgen del Prado („Jungfrau von der Wiese“) errichtet. Die erste, romanische Kapelle wird auf das 13. Jahrhundert nach der Vertreibung der Mauren datiert. Die Kathedrale wurde ab dem Beginn des 15. Jahrhunderts auch zu Ehren der Militärorden, besonders des Ordens von Calatrava errichtet, was an den Wappen zu erkennen ist. Sie wurde in Abschnitten von der Westseite aus gebaut, wobei zur Gotik auch Renaissanceeinflüsse kamen. Als letzter Abschnitt im Anschluss an das Langhaus wurde bis 1514 die Apsis errichtet, die Kirche wurde mit Bau der Deckengewölbe 1580 abgeschlossen. Die Kathedrale besteht im Wesentlichen aus einem großen Kirchenschiff mit einer Höhe von 34 Metern, einer Länge von 53 Metern und einer Breite von 18 Metern. Die Marienkapelle und die Sakristei wurden im Barockstil des 17. Jahrhunderts geschaffen. Der heutige Turm mit seinen vier Etagen und einer Höhe von 62 Metern ist aus Steinmauerwerk gefertigt. Er wurde erst 1825 auf der Basis des Vorgängerturms ergänzt, der 1755 beim Erdbeben von Lissabon zerstört worden war. Mit der Schaffung der Territorialprälatur Ciudad Real, deren Prälat Bischof des Bistums des Priorats der Ritterorden war, wurde die Kirche 1875 zur Kathedrale erhoben. Während des spanischen Bürgerkriegs wurde die Kathedrale als Militärdepot genutzt. Infolgedessen wurden viele ihrer Schätze gestohlen oder zerstört. Papst Paul VI. verlieh der Kathedrale 1967 zusätzlich den Titel einer Basilica minor und die Marienstatue der Virgen del Prado wurde kanonisch gekrönt. 1980 wurde das Bistum Ciudad Real geschaffen. 
Der architektonisch älteste Teil der Kathedrale ist das Eingangsportal, die sogenannte Puerta del Perdón (Tor der Vergebung). Ihr Stil entspricht dem späten 13. oder frühen 14. Jahrhundert und wird der Regierungszeit von Alfons X. zugerechnet. Man vermutet, dass das Portal ursprünglich von einer älteren Kirche stammte. Der südliche Eingang wurde in der Renaissancezeit geschaffen.

## Ausstattung
Der prächtige Barockaltar mit farbiggefassten Schnitzereien ist ein Werk von Giraldo de Merlo und seinem Schwiegersohn, dem Maler Juan de Hasten. Die Arbeit im Auftrag von Juan de Vilaseca wurde von den Brüdern Cristóbal und Pedro Ruiz Elvira 1616 unter Andrés de la Concha fertiggestellt. Das Altarbild ist der Virgen del Prado, der Schutzpatronin von Ciudad Real, gewidmet. Die geschnitzten Walnussbänke stammen aus der ersten Hälfte des 18. Jahrhunderts. Die Sakristei befindet sich neben dem Friedensaltar von Becerril und ist mit mehreren Gemälden wie der Die Enthauptung Johannes des Täufers von Eugenio Caxès ausgestattet.